# Amoroso (radioprogramma)
Amoroso is een Nederlands radioprogramma op de klassieke zender Radio 4. Presentator is Lex Bohlmeijer en het programma wordt iedere werkdag door de NCRV uitgezonden tussen 11 en 12 uur 's avonds.
Amoroso is een gevarieerd programma met bekende en minder bekende klassieke muziek. De luisteraar kan bij de redactie terecht om een plaat aan te vragen en aan de hand hiervan wordt een playlist samengesteld die op de site alvorens de uitzending begint kan worden geraadpleegd.